# Mikel Rico
Mikel Rico Moreno (Basauri, 4 de novembro de 1984) é um ex-futebolista espanhol que atuava como meio-campista.

## Carreira
Mikel Rico começou a carreira no Baskonia (clube que também treinou na base quando jovem).

## Títulos
- Supercopa da Espanha de 2015